# ベンティヴォーリオ
ベンティヴォーリオ（伊: Bentivoglio）は、イタリア共和国エミリア＝ロマーニャ州ボローニャ県にある、人口約5,700人の基礎自治体（コムーネ）。

## 地理

### 位置・広がり

#### 隣接コムーネ
隣接するコムーネは以下の通り。
- アルジェラート
- カステル・マッジョーレ
- グラナローロ・デッレミーリア
- マラルベルゴ
- ミネルビオ
- サン・ジョルジョ・ディ・ピアーノ
- サン・ピエトロ・イン・カザーレ

### 気候分類・地震分類
ベンティヴォーリオにおけるイタリアの気候分類 (it) および度日は、zona E, 2329 GGである。
また、イタリアの地震リスク階級 (it) では、zona 3 (sismicità bassa) に分類される。